# Brevet de technicien supérieur - Biotechnologie en recherche et en production
Le Brevet de technicien supérieur Biotechnologie en Recherche et en Production est depuis 2009 un diplôme de l'enseignement supérieur français ouvrant vers le domaine des biotechnologies en recherche et développement. Il est dispensé dans 25 établissements en métropole. Il s'appelait BTS Biotechnologie entre 2000 et 2008 puis Biotechnologies jusqu'en 2025 (dernière session d'évaluation).

## Admission
L'admission en BTS Biotechnologie en Recherche et en Production  se fait à la suite du baccalauréat, de préférence dans les filières S et STL option biotechnologies. Certaines places sont réservées aux bacheliers issus de bacs professionnels. L'accès se fait sur dossier, pouvant inclure des entretiens.

### Parcoursup
Les attendus nationaux du BTS Biotechnologie en Recherche et en Production sont:

- S’intéresser à l’actualité scientifique dans les domaines de la recherche en biologie, de la santé, de l'alimentation, de l’environnement et aux technologies associées
- Apprécier les activités expérimentales au laboratoire
- Disposer de compétences dans les disciplines scientifiques : biochimie, biologie, biotechnologies, physique-chimie, mathématiques et numérique
- Disposer de compétences relationnelles permettant de s'inscrire dans un travail en équipe, être capable d'adopter des comportements professionnels
- Disposer de capacités d'organisation et d'autonomie
- S'exprimer avec rigueur à l'écrit et à l'oral en langue française
- Être capable de comprendre et de s'exprimer à l'écrit et l'oral en langue anglaise.

## Objectifs de la formation en Biotechnologie

### Compétences construites lors de la formation
Le référentiel de formation définit un certain nombre de compétences que doit acquérir l'étudiant qui impliquent l'autonomie dans le choix et la mise en œuvre des techniques nécessaires à l'analyse ou la production d'organismes vivants ou de leur dérivés biochimiques, une vigilance éclairée face aux risques professionnels tels que les risques physiques, chimiques ou biologiques.
Deux stages obligatoires de 8 semaines font partie de la formation par la voie scolaire.
L'étudiant a pour objectif d'atteindre un bon niveau d'anglais technique écrit.

### Débouchés
Les étudiants issus de ce BTS intègrent majoritairement les laboratoires de recherche publics et parapublics, les laboratoires des industries  semencières et du domaine végétal, les laboratoires et ateliers de production des industries pharmaceutiques et cosmétiques, ou encore des start-up et PME de biotechnologies.

## Description des enseignements
Le référentiel définit les savoirs que doit acquérir un étudient au sein de 8 blocs de compétences.
- BC1 : Gestion opérationnelle du laboratoire
- BC2 : Expertise technologique pour la recherche au laboratoire de biologie
- BC3 : Fabrication d'un produit biologique à haute valeur ajoutée par procédé biotechnologique
- BC4 : Collaboration avec les partenaires professionnels
- BC5 : Culture générale et expression
- BC6 : Anglais
- BC7 : Mathématiques
- BC8 : Physique-chimie

## Examens et validation du diplôme
Le diplôme est validé à l'issue d'épreuves nationales :
- Culture générale et expression : coefficient 1
- Physique-chimie : coefficient 1
- Fabrication d'un produit biologique à haute valeur ajoutée par procédé biotechnologique : coefficient 3
- Collaboration avec les partenaires professionnels à l'oral basé sur le stage : coefficient 2

et d'épreuves locales : contrôle en cours de formation (CCF) : 
- Anglais : coefficient 1
- Mathématiques : coefficient 1
- Gestion opérationnelle du laboratoire : coefficient 2
- Expertise technologique pour la recherche au laboratoire de biologie : coefficient 6

Des épreuves facultatives (second langue vivante et engagement étudiant) peuvent être passées à l'oral et permettent d'obtenir des points bonus si la note dépasse 10.